# Biobank
En biobank er en organiseret samling af biologiske prøver, som indsamles, opbevares, registreres, analyseres eller på anden måde lagres for at blive bevaret for videnskabelige studier, eller til sygdomsbehandling.
Prøverne kan bestå af biologisk materiale som f.eks. blod, urin, fødselsmærker eller navlestrenge, taget fra mennesker, dyr eller planter.

## Danmark
PKU-registeret på Statens Serum Institut opbevarer blodprøver fra alle nyfødte siden 1982 i den Neonatale Screening Biobank.
Blodprøver tages 48-72 timer efter barnet er født, og bliver brugt til at undersøge om barnet lider af alvorlige sygdomme, som for eksempel Fenylketonuri (PKU), og kaldes derfor også PKU-testen.

## Sverige
Lov (2002:297) om biobanker på helse- og det medicinske område mm. regulerer hvordan humanbiologisk materiale, med respekt for det enkelte menneskes integritet, indsamles, lagres og anvendes til forskellige formål.
Biobank defineres i loven som. Biologisk materiale fra en eller flere mennesker, som indsamles og bevares på ubestemt tid eller for en bestemt periode, og hvis oprindelse kan spores tilbage til den eller de mennesker, som materialet stammer fra. Ud over behandling og andre medicinske formål må en svensk biobank kun anvendes med henblik på kvalitetssikring, uddannelse, forskning, kliniske forsøg, udvikling eller andre sammenlignelige aktivitet.
Stockholms Amtsråd indsamler vævsprøver fra nyfødte babyer i biobanken PKU-registret.
BioBanking and Molecular Resource Infrastructure of Sweden er Sveriges største satsning på biobanker, indsamlingen er oprettet af Vetenskapsrådet og Karolinska Institutet. I årene 2010 – 2014 bidrager Vetenskapsrådet til BBMRI.se med 148 millioner svenske kroner, Karolinska Institutet bidrager med mindst 30 millioner svenske kronor. Region Skåne anvender 100 millioner svenske kronor på at gøre sine 13 millioner prøver tillgængelige för forskere.

## Storbritannien
I Storbritannien findes UK Biobank Ltd som har indsamlet materiale fra 500.000 personer i alderen 40–69 år.
De udvalgte personers helse og sygdom følges igennem 30 år.

## Tyskland
I Freiburg, Tyskland findes International Moss Stock Center, som har indsamlet mosser. Prøverne opbevares efter cryopreservation i særlige frysebeholdere ved -135° C.

## Australien
Den Australske Plante DNA Bank (Australian Plant DNA Bank) findes på Southern Cross University i Lismore på nordkysten af New South Wales, Australien. Banken skal gøre det lettere at følge Biodiversitetskonventionen.
Australien har mere end 20.000 arter som man ønsker at bevare. DNA-prøverne opbevares ved -80° C.
I Victoria, Australien, ligger Victorian Cancer Biobank, som blev oprettet i 2006. 

## USA
Vanderbilt University driver Vanderbilt Bio som indeholder 75.000 prøver af DNA.
Kaiser Permanent BioBank indeholder 100.000 spytprøver, hvis DNA analyseres.
National Database for Autism Research indsamler data om autisme.